# Jorma Uotinen

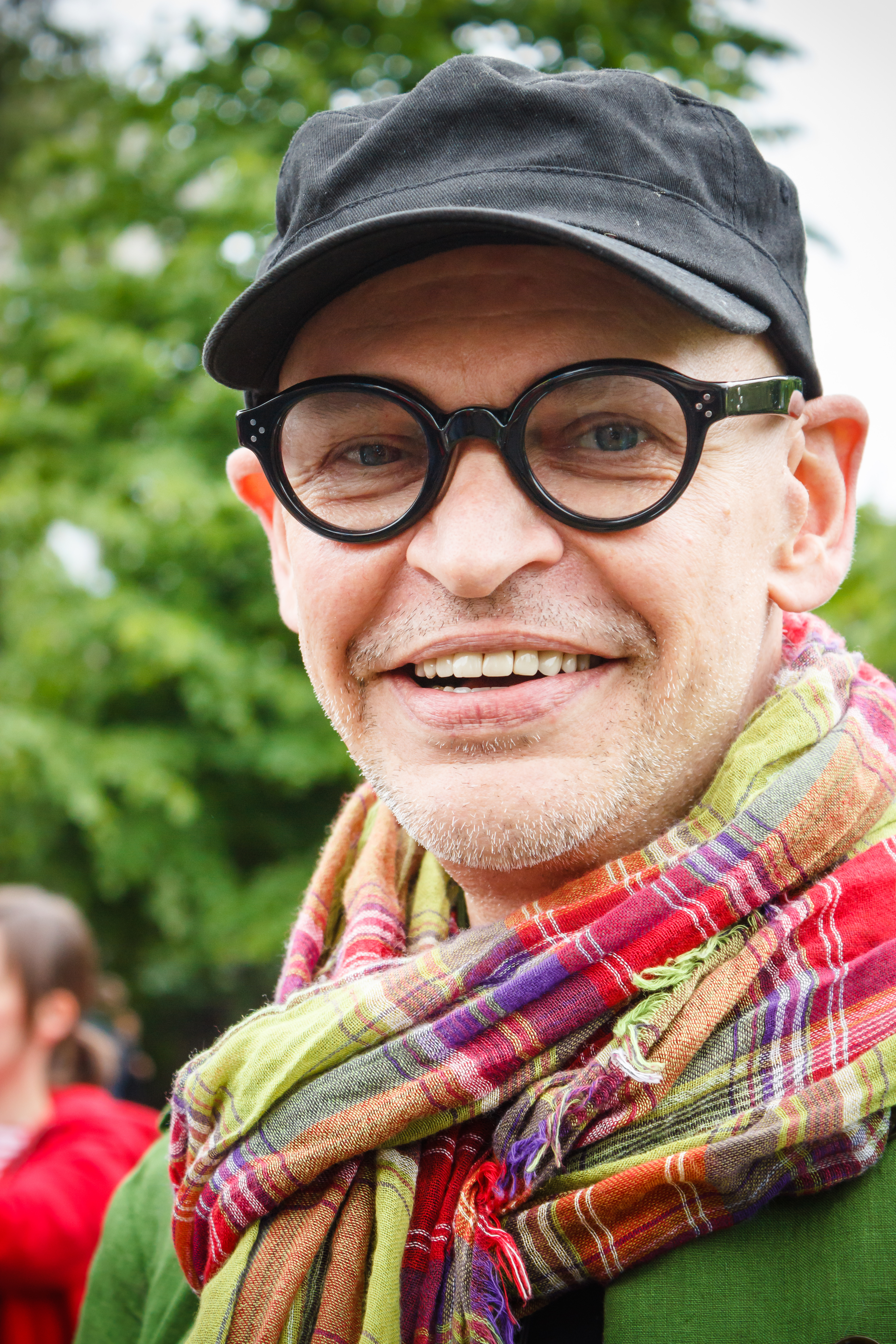
Jorma Uotinen.

Jorma Leo Kalevi Uotinen, född 28 juni 1950 i Björneborg, är en finländsk dansare, koreograf, konstnärlig ledare och balettchef. 
Uotinen är utbildad vid Finlands nationaloperas balettskola och vidareutbildad vid Dansakademin i Stockholm och under Serge Golovin i Schweiz. Han var 1970–1976 engagerad som dansare vid Nationalbaletten, 1976–1980 vid Groupe de Récherches Thêatrales de l'Opéra de Paris under Carolyn Carlson och 1980–1981 vid Teatro La Fenice i Venedig. Han verkade 1982–1989 som dansmästare och koreograf för dansgruppen vid Helsingfors stadsteater och 1990–1991 som konstnärlig ledare för gruppen. Han var 1992–2001 chef för Finlands nationalbalett och blev 2002 konstnärlig ledare för dansfestivalen i Kuopio. 
Uotinen har gjort koreografi även för ett flertal operor och verkat som regissör vid Helsingfors stadsteater - Cats (1996) och Piaf, Piaf (1989). Gruppverket Unohdettu horisontti (1980) räknas som ett genombrottsverk för den samtida dansen i Finland och som en startpunkt för Uotinens visuella och poetiska danskonst. Till hans internationellt mest kända verk hör gruppkoreografin Kalevala (1985), solot B 12 (1988) och Ballet pathétique (1989). Han har skapat ett flertal verk också för utländska balettsällskap och hör till de både nationellt och internationellt mest kända danskonstnärerna i Finland. Han tilldelades Pro Finlandia-medaljen 1985 och professors titel 2012.